# 1. Fußball-Club Kaiserslautern 1964-1965
Questa voce raccoglie le informazioni riguardanti il 1. Fußball-Club Kaiserslautern nelle competizioni ufficiali della stagione 1964-1965.

## Stagione
Nella stagione 1964-1965 il Kaiserslautern, allenato da Günter Brocker e Werner Liebrich, concluse il campionato di Bundesliga al 13º posto. In Coppa di Germania il Kaiserslautern fu eliminato agli ottavi di finale dall'Hannover 96.

## Rosa
| N. |                     | Ruolo | Calciatore          |
| -- | ------------------- | ----- | ------------------- |
|    | Germania (bandiera) | P     | Wolfgang Schnarr    |
|    | Germania (bandiera) | P     | Horst-Dieter Strich |
|    | Germania (bandiera) | D     | Heinrich Bauer      |
|    | Germania (bandiera) | D     | Roland Kiefaber     |
|    | Germania (bandiera) | D     | Willi Kostrewa      |
|    | Germania (bandiera) | D     | Werner Mangold      |
|    | Germania (bandiera) | D     | Dieter Pulter       |
|    | Germania (bandiera) | D     | Gerd Schneider      |
|    | Germania (bandiera) | D     | Dietmar Schwager    |

| N. |                        | Ruolo | Calciatore         |
| -- | ---------------------- | ----- | ------------------ |
|    | Germania (bandiera)    | C     | Jürgen Neumann     |
|    | Germania (bandiera)    | C     | Willi Wrenger      |
|    | Germania (bandiera)    | A     | Harald Braner      |
|    | Germania (bandiera)    | A     | Helmut Kapitulski  |
|    | Germania (bandiera)    | A     | Wilfried Leydecker |
|    | Germania (bandiera)    | A     | Erich Meier        |
|    | Paesi Bassi (bandiera) | A     | Co Prins           |
|    | Germania (bandiera)    | A     | Willy Reitgassl    |
|    | Germania (bandiera)    | A     | Winfried Richter   |

## Organigramma societario
Area tecnica
- Allenatore: Werner Liebrich
- Allenatore in seconda:
- Preparatore dei portieri:
- Preparatori atletici:

## Calciomercato

### Sessione estiva
| Acquisti | Acquisti          | Acquisti      | Acquisti |
| R.       | Nome              | da            | Modalità |
| -------- | ----------------- | ------------- | -------- |
| A        | Helmut Kapitulski | Pirmasens     |          |
| D        | Dietmar Schwager  | VfR K'lautern |          |

| Cessioni | Cessioni        | Cessioni    | Cessioni |
| R.       | Nome            | a           | Modalità |
| -------- | --------------- | ----------- | -------- |
| D        | Hermann Diehl   | Darmstadt   |          |
| A        | Walter Gawletta | Saarbrücken |          |

## Risultati

### Bundesliga

#### Girone di andata
| Arbitro: | Heumann |

|                           |           |               |
| Richter 14’ Leydecker 38’ | Marcatori | 17’ Matischak |

| Arbitro: | Spiewak |

|                               |           |                    |
| Lotz 17’ Krämer 24’ Gecks 29’ | Marcatori | 82’ (rig.) Neumann |

| Arbitro: | Seekamp |

|                                         |           |  |
| Richter 4’ Leydecker 12’ Kapitulski 42’ | Marcatori |  |

| Arbitro: | Zimmermann |

|                             |           |                           |
| Brunnenmeier 2’ Küppers 58’ | Marcatori | 32’ Wrenger 37’ Leydecker |

| Arbitro: | Weyland |

|               |           |  |
| Reitgassl 43’ | Marcatori |  |

| Arbitro: | Ott |

|  |           |                                        |
|  | Marcatori | 10’ Neumann 68’ Kapitulski 84’ Richter |

| Arbitro: | Schulenburg |

|                                  |           |                    |
| Wosab 23’ Schmidt 59’ Brungs 70’ | Marcatori | 35’, 60’ Reitgassl |

| Arbitro: | Malka |

|                                 |           |                             |
| Wrenger 36’ Kapitulski 54’, 56’ | Marcatori | 28’ (aut.) Mangold 69’ Wild |

| Arbitro: | Reil |

|                          |           |                            |
| Dörfel 29’, 44’ Wulf 52’ | Marcatori | 28’ (aut.) Krug 30’ Braner |

| Arbitro: | Jacobi |

|                                  |           |                        |
| Neumann 58’ (rig.) Leydecker 76’ | Marcatori | 20’ Hornig 27’ Thielen |

| Arbitro: | Fischer |

|                                                                         |           |                                          |
| Altendorff 17’ Mangold 38’ (aut.) Rehhagel 40’, 45’ (rig.) Krampitz 68’ | Marcatori | 51’ Leydecker 54’, 90’ (rig.) Kapitulski |

| Arbitro: | Epping |

|                     |           |            |
| Braner 2’ Prins 37’ | Marcatori | 12’ Höller |

| Arbitro: | Hoffmann |

|                               |           |  |
| Ulsaß 11’ (rig.) Krafczyk 53’ | Marcatori |  |

| Arbitro: | Schulenburg |

|                                                      |           |            |
| Madl 4’ Wild 11’, 24’ Jendrosch 56’, 84’ Geisert 76’ | Marcatori | 39’ Braner |

| Arbitro: | Hennig |

|  |           |                    |
|  | Marcatori | 84’ (rig.) Huberts |

#### Girone di ritorno
| Arbitro: | Thier |

|            |           |                |
| Ferner 60’ | Marcatori | 10’ Kapitulski |

| Arbitro: | Riegg |

|                       |           |  |
| Mangold 61’ Meier 90’ | Marcatori |  |

| Arbitro: | Kreitlein |

|           |           |  |
| Nowak 55’ | Marcatori |  |

| Arbitro: | Radermacher |

|             |           |                         |
| Neumann 27’ | Marcatori | 32’ Küppers 89’ Grosser |

| Arbitro: | Betz |

|                                  |           |  |
| Mülhausen 12’, 58’, 70’ Hoff 30’ | Marcatori |  |

| Arbitro: | Sparing |

|                           |           |  |
| Wrenger 4’ Kapitulski 72’ | Marcatori |  |

| Arbitro: | Handwerker |

|               |           |                                |
| Reitgassl 33’ | Marcatori | 5’, 73’ Konietzka 29’ Emmerich |

| Arbitro: | Baumgärtel |

|            |           |  |
| Strehl 74’ | Marcatori |  |

| Arbitro: | Malka |

|                              |           |              |
| Leydecker 19’ Kapitulski 66’ | Marcatori | 29’ Peltonen |

| Arbitro: | Schulenburg |

|                               |           |  |
| Zézé 60’ Thielen 73’ Löhr 75’ | Marcatori |  |

| Arbitro: | Weyland |

|                      |           |                                  |
| Reitgassl 42’ (rig.) | Marcatori | 68’ Krampitz 73’ (rig.) Rehhagel |

| Arbitro: | Sturm |

|            |           |  |
| Geiger 67’ | Marcatori |  |

| Arbitro: | Tschenscher |

|                       |           |          |
| Richter 48’ Prins 70’ | Marcatori | 84’ Dulz |

| Arbitro: | Malka |

|  |           |          |
|  | Marcatori | 20’ Wild |

| Arbitro: | Schulenburg |

|             |           |                       |
| Lechner 21’ | Marcatori | 22’ Prins 55’ Wrenger |

### Coppa di Germania
| Arbitro: | Hoffmann |

|                                              |           |  |
| Richter 11’ Neumann 56’ (rig.) Leydecker 65’ | Marcatori |  |

| Arbitro: | Schreiner |

|               |           |                                    |
| Reitgassl 31’ | Marcatori | 20’ Rodekamp 43’ Heiser 71’ Gräber |

## Statistiche

### Statistiche di squadra
| Competizione      | Punti | In casa | In casa | In casa | In casa | In casa | In casa | In trasferta | In trasferta | In trasferta | In trasferta | In trasferta | In trasferta | Totale | Totale | Totale | Totale | Totale | Totale | DR  |
| Competizione      | Punti | G       | V       | N       | P       | Gf      | Gs      | G            | V            | N            | P            | Gf           | Gs           | G      | V      | N      | P      | Gf     | Gs     | DR  |
| ----------------- | ----- | ------- | ------- | ------- | ------- | ------- | ------- | ------------ | ------------ | ------------ | ------------ | ------------ | ------------ | ------ | ------ | ------ | ------ | ------ | ------ | --- |
| Bundesliga        | 25    | 15      | 9       | 1       | 5       | 24      | 17      | 15           | 2            | 2            | 11           | 17           | 36           | 30     | 11     | 3      | 16     | 41     | 53     | -12 |
| Coppa di Germania | -     | 2       | 1       | 0       | 1       | 4       | 3       | 0            | 0            | 0            | 0            | 0            | 0            | 2      | 1      | 0      | 1      | 4      | 3      | +1  |
| Totale            | 25    | 17      | 10      | 1       | 6       | 28      | 20      | 15           | 2            | 2            | 11           | 17           | 36           | 32     | 12     | 3      | 17     | 45     | 56     | -11 |

### Andamento in campionato
| Giornata  | 1 | 2  | 3 | 4 | 5 | 6 | 7 | 8 | 9 | 10 | 11 | 12 | 13 | 14 | 15 | 16 | 17 | 18 | 19 | 20 | 21 | 22 | 23 | 24 | 25 | 26 | 27 | 28 | 29 | 30 |
| --------- | - | -- | - | - | - | - | - | - | - | -- | -- | -- | -- | -- | -- | -- | -- | -- | -- | -- | -- | -- | -- | -- | -- | -- | -- | -- | -- | -- |
| Luogo     | C | T  | C | T | C | T | T | C | T | C  | T  | C  | T  | T  | C  | T  | C  | T  | C  | T  | C  | C  | T  | C  | T  | C  | T  | C  | C  | T  |
| Risultato | V | P  | V | N | V | V | P | V | P | N  | P  | V  | P  | P  | P  | N  | V  | P  | P  | P  | V  | P  | P  | V  | P  | P  | P  | V  | P  | V  |
| Posizione | 4 | 11 | 3 | 2 | 2 | 1 | 3 | 4 | 5 | 3  | 6  | 5  | 5  | 8  | 12 | 9  | 9  | 10 | 11 | 12 | 10 | 10 | 12 | 10 | 13 | 14 | 14 | 14 | 14 | 13 |

Legenda:

Luogo: C = Casa; T = Trasferta. Risultato: V = Vittoria; N = Pareggio; P = Sconfitta.

### Statistiche dei giocatori
| Giocatore     | Bundesliga | Bundesliga | Bundesliga  | Bundesliga | Coppa di Germania | Coppa di Germania | Coppa di Germania | Coppa di Germania | Totale   | Totale | Totale      | Totale     |
| Giocatore     | Presenze   | Reti       | Ammonizioni | Espulsioni | Presenze          | Reti              | Ammonizioni       | Espulsioni        | Presenze | Reti   | Ammonizioni | Espulsioni |
| ------------- | ---------- | ---------- | ----------- | ---------- | ----------------- | ----------------- | ----------------- | ----------------- | -------- | ------ | ----------- | ---------- |
| H. Bauer      | 1          | 0          | 0           | 0          | 0                 | 0                 | 0                 | 0                 | 1        | 0      | 0           | 0          |
| H. Braner     | 22         | 3          | 0           | 0          | 2                 | 0                 | 0                 | 0                 | 24       | 3      | 0           | 0          |
| H. Kapitulski | 26         | 9          | 0           | 0          | 2                 | 0                 | 0                 | 0                 | 28       | 9      | 0           | 0          |
| R. Kiefaber   | 22         | 0          | 0           | 0          | 2                 | 0                 | 0                 | 0                 | 24       | 0      | 0           | 0          |
| W. Kostrewa   | 20         | 0          | 0           | 0          | 0                 | 0                 | 0                 | 0                 | 20       | 0      | 0           | 0          |
| W. Leydecker  | 21         | 6          | 0           | 0          | 2                 | 1                 | 0                 | 0                 | 23       | 7      | 0           | 0          |
| W. Mangold    | 22         | 1          | 0           | 0          | 2                 | 0                 | 0                 | 0                 | 24       | 1      | 0           | 0          |
| E. Meier      | 6          | 1          | 0           | 0          | 0                 | 0                 | 0                 | 0                 | 6        | 1      | 0           | 0          |
| J. Neumann    | 19         | 4          | 0           | 0          | 2                 | 1                 | 0                 | 0                 | 21       | 5      | 0           | 0          |
| C. Prins      | 13         | 3          | 0           | 0          | 0                 | 0                 | 0                 | 0                 | 13       | 3      | 0           | 0          |
| D. Pulter     | 8          | 0          | 0           | 0          | 1                 | 0                 | 0                 | 0                 | 9        | 0      | 0           | 0          |
| W. Reitgassl  | 29         | 5          | 0           | 0          | 2                 | 1                 | 0                 | 0                 | 31       | 6      | 0           | 0          |
| W. Richter    | 26         | 4          | 0           | 0          | 2                 | 1                 | 0                 | 0                 | 28       | 5      | 0           | 0          |
| W. Schnarr    | 12         | 0          | 0           | 0          | 2                 | 0                 | 0                 | 0                 | 14       | 0      | 0           | 0          |
| G. Schneider  | 26         | 0          | 0           | 0          | 1                 | 0                 | 0                 | 0                 | 27       | 0      | 0           | 0          |
| D. Schwager   | 20         | 0          | 0           | 0          | 2                 | 0                 | 0                 | 0                 | 22       | 0      | 0           | 0          |
| H. Strich     | 18         | 0          | 0           | 0          | 0                 | 0                 | 0                 | 0                 | 18       | 0      | 0           | 0          |
| W. Wrenger    | 19         | 4          | 0           | 1          | 0                 | 0                 | 0                 | 0                 | 19       | 4      | 0           | 1          |